# Heinrich Leonhard Heubner

Heinrich Leonhard Heubner

Heinrich Leonhard Heubner (* 2. Juni 1780 in Lauterbach; † 12. Februar 1853 in Wittenberg) war ein deutscher lutherischer Theologe.

## Leben

### Bildungslaufbahn
Heinrich Leonhard Heubner wurde am 2. Juni 1780 als Sohn eines Pfarrers im erzgebirgischen Flecken Lauterbach, einem heutigen Ortsteil von Marienberg, geboren. Im Alter von drei Jahren verstarb sein Vater und hinterließ eine Frau mit vier Kindern. Die Familie siedelte nach Buchholz bei Annaberg. Seine Mutter konnte die Familie nur mühselig durch eine Tätigkeit in der Weberei des Ortes ernähren.
Den ersten Unterricht erhielt der junge Heinrich in Buchholz. Mit dreizehn Jahren kam er nach Schulpforta und durchlief dort schnell die mittleren und oberen Klassen. Zu Ostern 1799 konnte er sich in der Universität Wittenberg immatrikulieren und erreichte mit der dogmengeschichtlichen Abhandlung über die Lehre der Heilsordnung und den Gnadenmitteln unter Karl Ludwig Nitzsch 1805 die Habilitation. Daraufhin hielt er erste Vorlesungen an der Wittenberger Universität.
1807 wurde er mit der Abhandlung über „die Wunderberichte in den Evangelien“, zum Adjunkten an der Universität ernannt und 1808 durch den Wittenberger Rat an die dritte Diakonstelle der Stadtkirche berufen. 1811 wurde er an der Wittenberger Universität als ordentlicher Professor berufen und hatte damit die letzte Stufe der akademischen Laufbahn erreicht.

### Wirken in Wittenberg

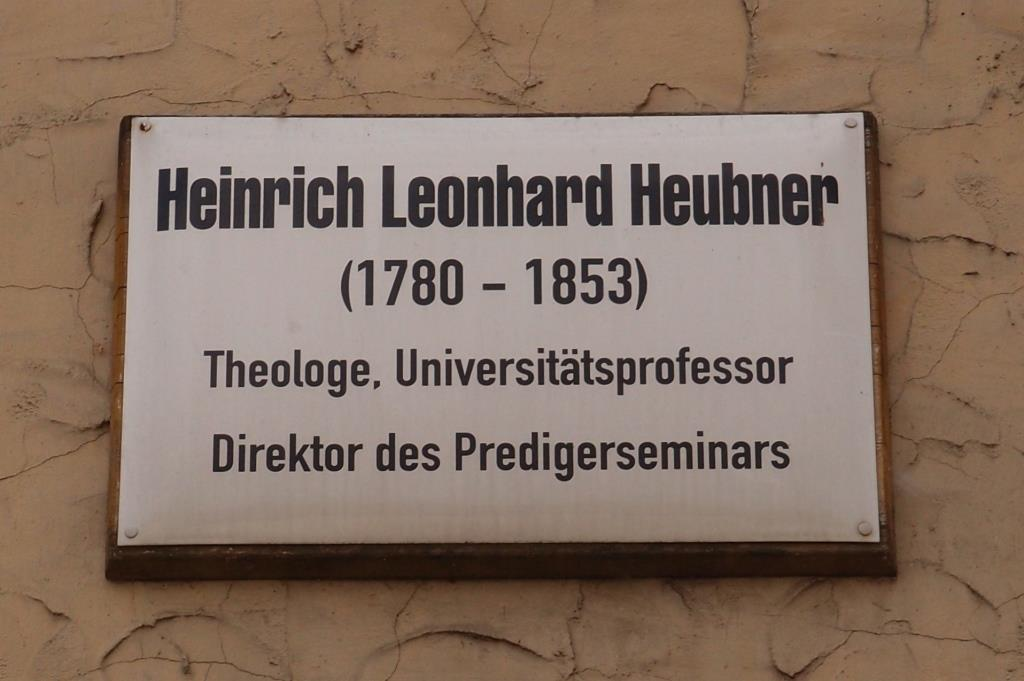
Tafel zur Erinnerung an Heinrich Leonhard Heubner in Wittenberg

Heubner lebte zurückgezogen und richtete seine Lebensführung an den Geboten und Gesetzen des christlichen Glaubens aus. Dabei geriet er auch in Konflikt mit seiner Umwelt. Jedoch war der Bezug zu seiner Gemeinde so stark, dass er im Jahre 1809 ein Ruf nach Königsberg ablehnte. Das Jahr 1813 wurde für ihn dabei zum Prüfstein. Während der Befreiungskriege zogen alliierte Franzosen in Wittenberg ein. Wittenberg wurde erneut zur Festung ausgebaut und die Menschen litten unter der Regentschaft.
Die Universität wurde nach Schmiedeberg verlegt und alle hochrangigen Universitätsvertreter verließen die Stadt, bis auf die beiden geistlichen Karl Immanuel Nitzsch und Heubner. Da die Stadtkirche von den Franzosen requiriert wurde, sammelte Heubner seine Gemeinde in seiner Wohnung zu Andachten und hielt so die Seelsorge aufrecht. Als der Raum nicht mehr ausreichte, wurden die Räumlichkeiten in der Superintendentur für die Andachten hergerichtet. Mitunter kam es vor, dass während der Belagerungszeit Wittenbergs, eine Granate in der Gegend der Superintendentur einschlug. Was natürlich die Ausübung des Gottesdienstes gefährlich gestaltete.
Wenn die Beschießung der Stadt über Nacht dauerte, stand Heubner mit Wassereimern bereit, um Brandschäden durch mögliche einschlagende Granaten zu schützen. Und als es zu dem Ereignis kam, dass eine Granate in einen Stadtkircheturm einschlug, konnte er die Brandfolgen löschen und bewahrte so die Stadtkirche vor dem Abbrennen. Sein Einsatz für die Gemeinde brachte ihm große Anerkennung der Wittenberger Bevölkerung ein, so dass die übrigen Geistlichen in der Gemeinde einen schweren Stand hatten.

### Wirken nach dem Befreiungskrieg
Nach dem Befreiungskrieg hatte man das einst sächsische Wittenberg durch die Beschlüsse des Wiener Kongresses Preußen unterstellt. In der Folge wurde die Wittenberger Universität mit der Universität in Halle vereinigt. Wittenberg als Ursprungsstadt der kirchenpolitischen Reformation, richtete man dazu ein königlich evangelisches Predigerseminar ein. Hier nahm Heubner als 3. Direktor des Predigerseminars seine Arbeit auf und lehrte ab dem 1. November 1817 den jungen Kandidaten Theologie. Des Weiteren wurde er 1825 Archidiakon an der Stadtkirche und übernahm nach dem Tod von Karl Ludwig Nitzsch 1832 die Stelle des ersten Direktors des Predigerseminars und wurde Superintendent. In dieser Funktion trugen ihm die Mitglieder seiner Gemeinde 1835 nach der Gründung des Missions-Hilfsvereins dessen ersten Vorsitz an. Unter Heubners Führung konnte eine Kleinkinderverwahranstalt gegründet werden. Ein besonders gutes Verhältnis besaß Heubner zu König Friedrich Wilhelm IV. Dieser wohnte mehrfach den Predigen Heubners bei und reiste dafür eigens nach Wittenberg. Das Verhältnis zwischen beiden soll so gut gewesen sein, dass der König ihm das „Du“ anbot, welches Heubner jedoch aus Pietätsgründen ablehnte. Als Heubner einmal erkrankte, schickte dieser seinen Leibarzt, dem es gelang, den Erkrankten schnell wiederherzustellen. Als äußeres Zeichen der Anerkennung dafür ernannte man Heubner an seinem 25-jährigen Dienstjubiläum 1842 zum Konsistorialrat. In seinen 72 Lebensjahren war seine Gesundheit durch einen Schlaganfall stark in Mitleidenschaft gezogen worden, ein weiterer Schlaganfall am 12. Februar 1853 beendete sein Leben. Nach einer großen Begräbnisprozession wurde er auf dem Wittenberger Friedhof beigesetzt. Sein Nachfolger als 1. Direktor des Predigerseminars wurde Heinrich Eduard Schmieder.

### Nachwirkung
Im Laufe seines Lebens hatte Heubner eine bedeutende Bibliothek angelegt, die nach seinem Tode König Friedrich Wilhelm IV. für 3000 Taler ankaufte, um sie dem evangelischen Predigerseminar zu übergeben.
Bis auf den heutigen Tag ist das Gedächtnis in der Lutherstadt Wittenberg an Heubner durch eine Gedenktafel am Augusteum und durch die nach ihm benannte Heubnerstraße erhalten.

## Familie
Heinrich Leonhard hatte 1818 in Dahme Charlotte Louise Friederike Wilhelmine (* 11. April 1796 in Annaburg; † 15. März 1866 in Wittenberg), die Tochter des königlich-sächsischen Hauptmanns Wolf Friedrich Heinrich von Brück (1751–1811), geheiratet. Aus der Ehe stammen ein Sohn und sechs Töchter. Bekannt sind:
- Charlotte Marie Henriette (* 29. Juni 1819 in Wittenberg; † 23. März 1873 in Rackith) ⚭ 15. August 1839 mit dem Pfr. von Rackith Johann Friedrich August Manta Mänß (* 22. Februar 1810 in Hückelhoven; † 9. Januar 1897 in Wittenberg)[2]
- Johanna Christina Charlotte (* 19. Oktober 1821 in Wittenberg; † 20. Februar 1836 ebenda).
- Dorothea Sophia Luise (* 1. Mai 1823 in Wittenberg; † 1. August 1906 in Görlitz) ⚭ 1842 mit Christoph Michael Stürmer, Divisionsprediger in Torgau; ⚭ 1856 Wilhelm Albert Heinrich Stolzenburg (* 2. Januar 1813 in Demmin; † 13. August 1866).
- Heinrich Leonhard (* 16. Oktober 1824 in Wittenberg; † 2. August 1898 in Eutzsch), Pfarrer in Eutzsch.[3]
- Auguste Luise (* 11. Juli 1826 in Wittenberg) ⚭ 1846 mit Ferdinand Wetzel († 1883), Schulrat in Berlin.
- Luise Elisabeth (* 11. Juni 1830 in Wittenberg) ⚭ mit Adolf Weymann (1829–1916), Dr. jur., Oberregierungsrat.
- Christiane Luise Elenore (* 3. Januar 1834 in Wittenberg) ⚭ 25. September 1856 in Wittenberg mit Diakon in Wittenberg Johann Philipp Georg Reinhold Gebler (* 7. Dezember 1826 in Arnswalde; † 18. Dezember 1863 in Wittenberg). (2. Söhne, 1. Tochter).

## Werke
- Predigten im Jahre 1813 und 1814 zu Wittenberg während der Belagerung. 1814.
- Predigt am 1. November 1817, als am zweiten zur Schulfeier bestimmten Tage des Reformationsjubelfestes in der Pfarrkirche zu Wittenberg gehalten. 1817.
- Predigt am Reformationsfeste, 1821, als am Tage der feyerlichen Einweihung von Luthers Denkmal. 1821
- Franz Volkmar Reinhards Versuch über den Plan, welchen der Stifter der christlichen Religion zum besten der Menschen entwarf: ein Beytrag zu den Beweisen für die Wahrheit dieser Religion. Zimmermann, Wittenberg 1830. (Digitalisat der 5. Aufl.)
- Der unveränderliche Werth des Augsburgschen Glaubensbekenntnisses. Zimmermann, Wittenberg 1830. (Digitalisat)
- Der gute Muth eines evangelischen Lehrers. Zimmermann, Wittenberg 1832. (Digitalisat)
- Das Gleichniß vom verlornen Sohne: Drei Predigten. Schwetschke, Halle 1840.
- Dankbarer Preis des Herrn für die fünf und zwanzigjährige Erhaltung unsrer geistlichen Pflanzschule: Predigt in der Schloßkirche zu Wittenberg am Michaelisfeste 1842 gehalten. Haude & Spener, Berlin 1842.
- Predigt über die Frage Jesu: wollet ihr auch weggehen?: nach Joh. 6, 66-71, gehalten am 13. Sonnt. p. Trin. d. 17. Aug. 1845. Zimmermann, Wittenberg 1845.
- Predigten über die 7 Sendschreiben Jesu Christi in der Offenbarung Johannis. 1847, 1851.
- Das Evangelium des Matthäus. Stein, Potsdam 1855.
- H. L. Heubner's Kirchenpostille, das ist: Predigten über die Evangelien und Episteln des Kirchenjahres, herausgegeben von A. S. Neuenhaus. Bd. 2, 1854. (Online)
- Praktische Erklärung des Neuen Testaments. Stein, Potsdam 1855. (Online)
- Katechismus-Predigten. Schrödel, Halle 1855.
- Das Evangelium des Lucas und Johannes. 1856.
- Die Briefe des Apostel Paulus an die Römer, Korinther und Galater. 1862.
- Christliche Topik, oder Darstellung der christlichen Glaubenslehre für homiletischen Gebrauch nach Nachlass und den Heften seiner Zuhörer. Potsdam 1863. (Online)
- Erinnerungen aus dem Leben eines ostindischen Missionars. 1865. (Online)

Herausgeber
- M. Gottfried Büchner's biblische Real- und Verbal-Hand-Concordanz, oder, Exegetisch-homiletisches Lexicon. 1840, 1853, 1885, 1873, 1885, 1888 u.ö.